# سوزانا فينك
سوزانا فينك (بالألمانية: Susanne Fink-Koch)‏ هي لاعبة كرلنغ ألمانية، ولدت في 27 أغسطس 1957 في ألمانيا.

## وصلات خارجية
- سوزانا فينك على موقع الاتحاد الدولي للكرلنغ (الإنجليزية)
- سوزانا فينك على موقع أوليمبيديا (الإنجليزية)